# Toyokawa
Toyokawa (Japans: 豊川市, Toyokawa-shi) is een stad in de Japanse prefectuur Aichi. De oppervlakte van deze stad is 150,71 km² en eind 2009 had de stad circa 161.000 inwoners.

## Geschiedenis
Toyokawa werd op 13 maart 1893 een gemeente.
Toyokawa werd op 1 juni 1943 een stad (shi) na samenvoeging van de gemeentes Toyokawa, Uchikubo (牛久保町, Uchikubo-chō) en Ko (国府町, Kō-chō) plus een dorp Yawata (八幡村, Yawata-mura).
Uitbreidingen van de stad
- op 12 april 1955 met het dorp Mikami (三上村, Mikami-mura),
- op 1 april 1959 met de gemeente Goyu (御油町, Goyu-chō),
- op 1 februari 2006 met de stad Ichinomiya (一宮町, Ichinomiya-chō),
- op 15 januari 2008 met de steden Otowa (音羽町, Otowa-chō) en Mito (御津町, Mito-chō).
- Op 1 februari 2010 met de gemeente Kozakai van het district Hoi. Het district Hoi verdween na deze fusie.[1]

## Verkeer
Toyokawa ligt aan de Tokaido-hoofdlijn en de Iida-lijn van de Central Japan Railway Company en de Nagoya-hoofdlijn en de Toyokawa-lijn van de Nagoya Spoorwegmaatschappij (Meitetsu).
Toyokawa ligt aan de Tomei-autosnelweg en aan de nationale autowegen 1, 23, 151, 247 en 362, en aan de prefecturale wegen 5, 21, 31, 73, 332, 334, 372, 373, 374, 377, 380, 384, 400, 495 en 498.

## Bezienswaardigheden
- Toyokawa Inari (豊川稲荷)

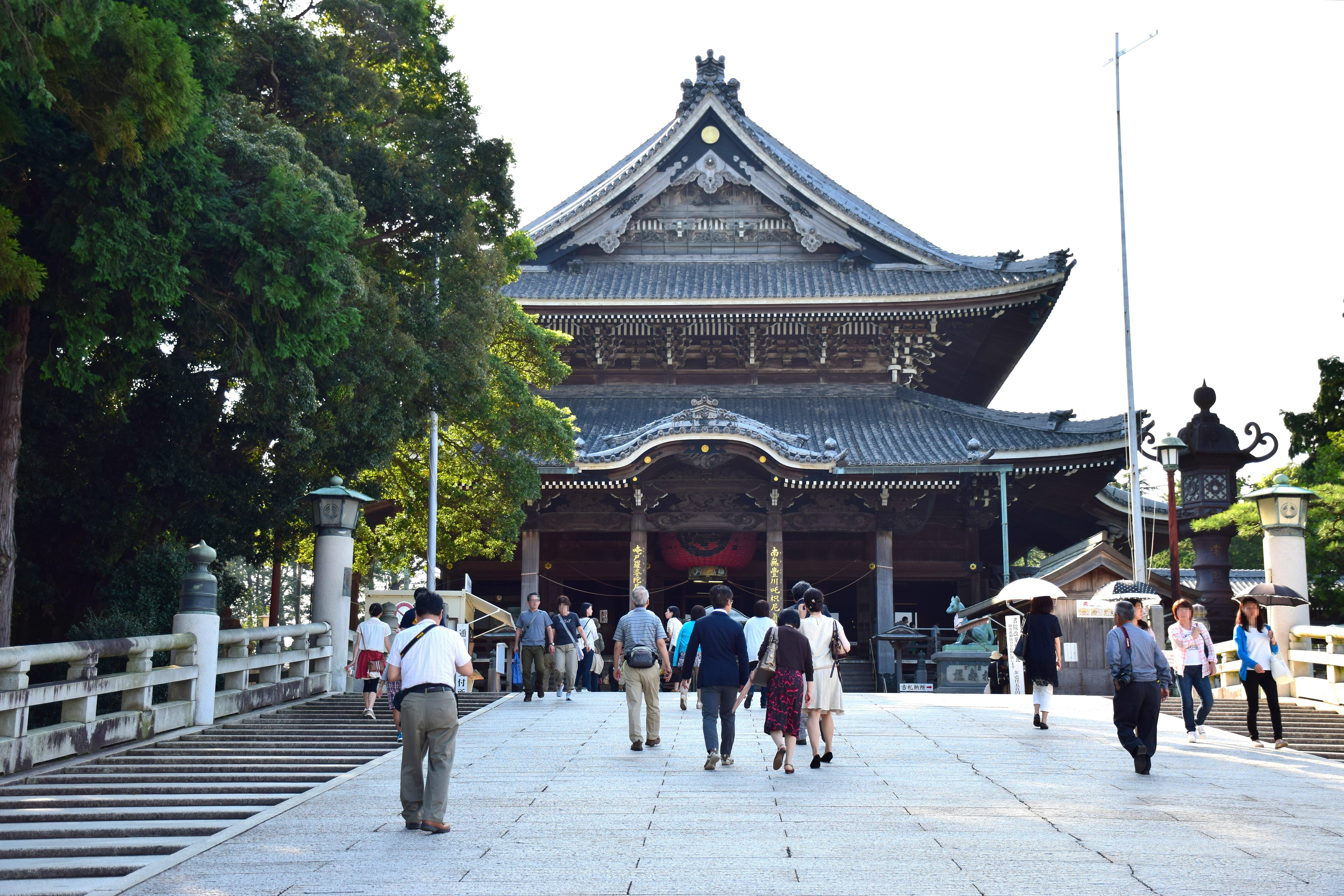
Toyokawa Inari

- Akatsukayama-park, met onder andere een aquarium en een iristuin
- Bezoekerscentrum Tokaido, museum met aandacht voor de 35e halteplaats aan de Tokaido en het deel in Toyokawa met de Goyu-bomen
- Sekai Shindokyo, een tempel met pagode
- Hoshino jinja

## Partnersteden
Toyokawa heeft een stedenband met
- Cupertino, Verenigde Staten, sinds 1978
- Wuxi, Volksrepubliek China, sinds 2009

## Geboren in Toyokawa
- Yamamoto Kansuke (山本勘助, Yamamoto Kansuke), samurai en strateeg
- Torii Suneemon (鳥居強右衛門, Torii Suneemon), soldaat, door zijn dapper gedrag werd zijn familie gepromoveerd tot de samurai klasse
- Shion Sono (園 子温, Sono Shion), filmmaker en avant-garde dichter
- Yusuke Yamamoto (山本裕典, Yamamoto Yūsuke), acteur
- Yukinari Sugawara, voetballer

## Aangrenzende steden
- Gamagori
- Okazaki
- Shinshiro
- Toyohashi